# Japan ved vinter-OL 1952
Japan deltog ved Vinter-OL 1952 i Oslo med tretten sportsudøvere, alle mænd, som konkurrerede i fem sportsgrene, alpint skiløb, langrend, skøjter, nordisk kombination og skihop. Japan havde ikke fået adgang til at deltage i det foregående Vinter-OL 1948 i St. Moritz på grund af landets rolle i 2. verdenskrig, og landets deltagere vandt ingen medaljer i Oslo. Den bedste placering, der blev opnået, var en sjetteplads i hurtigløb på skøjter.

## Medaljer
| 1952 Oslo | Guld | Sølv | Bronze | Total |
| Japan     | 0    | 0    | 0      | 0     |